# 気になるワイド 鈴木順のまんなかラジオ
気になるワイド 鈴木順のまんなかラジオ（きになるワイド すずきじゅんのまんなかラジオ）はTBSラジオのラジオ番組。、1991年4月1日から1992年10月2日まで放送。

## 概要
当番組がスタートした、1991年春のTBSラジオのキャッチフレーズ「フィーリング時代からメッセージの時代に」を基本コンセプトとして、「リスナーが必要としている肩の凝らない情報と楽しい話題を確実に伝える」という趣旨の平日帯 昼ワイド番組。『まんなかラジオ』の番組タイトルはお昼は一日の“真ん中”の時間帯、TBSラジオの954KHzはAMラジオの周波数帯の中では“真ん中”であること、「情報の“真ん中”に迫ります」という当番組としての心意気の表れを意味している。
パーソナリティの鈴木順（TBSアナウンサー(当時)）は1985年4月から1990年4月まで平日帯 朝ワイド番組『鈴木くんのこんがりトースト』を担当。平日帯ワイド番組のパーソナリティは一年振りとなる。白石まるみは、前番組『それゆけ洋七元気丸!』の金曜アシスタントから続投。当番組 本放送 当時のTBSラジオ タイムテーブルは番組パーソナリティ陣を「案内人」として掲載した。

## 放送時間
- 毎週月曜 - 金曜 13:00 - 16:00

## 案内人（パーソナリティ）
- 鈴木順 （TBSアナウンサー(当時)）
- 白石まるみ （1991年9月まで、月 - 金曜 → 1991年10月〜1992年3月は金曜 → 1992年4月から木、金曜）
- 金子シャネル （1991年10月〜1992年3月は月 - 木曜 → 1992年4月からは月 - 水曜）
- リポーター：羽賀たみこ

## タイムテーブル
（出典：）
- 13:00　オープニング、交通情報、TBSニュース、天気情報
- 13:10　ちょっと気になるヤジ馬ラジオ（1992年3月まで）→ 一筆啓上いただきます（1992年4月から）
- 13:25　首都圏 交通情報
- 13:30　ミュージック・グラフィティ 〜時間を止めて（1992年3月まで）→ 胸キュン歌謡曲 （1992年4月から）
- 13:45　母の詩・父の詩（1991年9月まで）→ ジャンケンたみ子隊（羽賀たみこ　1991年10月〜1992年3月）→ まんなかラッキーカーナンバー（1992年4月から）
- 13:55　交通情報、TBSニュース、天気情報
- 14:00　どうするニッポン、100人委員会（1992年3月まで）
  - 30代〜50代の主婦・商工・自営業層のリスナーは番組タイトル通りの「真ん中世代」であるにもかかわらず、その発言は表になかなか出て来ないということから設けられたコーナー。毎回のテーマに沿って、委員会のメンバーに電話を掛けて意見を聞いた。1992年2月時点でのメンバーの人数は1100人余りだったという[6]。
- 14:00　まんなか交差点（1992年4月から）
- 14:15　ヒゲタ醤油 まんぷく探偵団（1992年4月から）
- 14:25　首都圏 交通情報、ダイヤル119番
- 14:30　
  - まんなかラジメント（1992年3月まで）
  - 美川と千絵の白昼堂々（1991年10月からは月曜 - 金曜 → 1992年4月からは月曜 - 木曜）
  - 小遊三のダジャレ教室（金曜、1992年4月 - 10月）
  - 松本亨のストックワールド
- 14:55　交通情報、TBSニュース、天気情報
- 15:00　ラジオ頭の体操
- 15:05　ミュージックプラザ（月、水、木曜）、ミュージックキャラバン（火、金曜）荻原チェン治（1991年9月まで）→ 三増紋之助（1991年10月から））
- 15:25　首都圏 交通情報
- 15:30　パーソナリティ コーナー（1992年3月まで）
- 15:30　ファッション専科（月曜）、パーソナリティコーナー（火曜 - 木曜）、すまいの一口メモ（金曜） - 1992年4月から
  - 小学生チャレンジ放送局
  - きょうのまとめニュース （1992年3月まで）
  - 毎日タウン情報
- 15:55　エンディング